# Costalambrus
Costalambrus is een geslacht van kreeftachtigen uit de klasse van de Malacostraca (hogere kreeftachtigen).

## Soort
- Costalambrus tommasii (Rodrigues da Costa, 1959)